# واهاگن هایراپتیان
واهاگن کاراپتی هایراپتیان (ارمنی: Վահագն Կարապետի Հայրապետյան؛  ۳۰ اوت ۱۹۶۸) یک آهنگساز، موسیقی جاز و نوازنده پیانو اهل ارمنستان است. وی از سال میلادی تاکنون مشغول فعالیت بوده است.

## زندگی‌نامه
وی در ۳۰ اوت ۱۹۶۸ در ایروان به دنیا آمد و از مدرسه موسیقی چایکوفسکی ایروان و کنسرواتوار دولتی کومیتاس ایروان فارغ‌التحصیل شد. وی همچنین برندهٔ جوایزی همچون چهره هنری شایسته جمهوری ارمنستان شده است.